# Cortinarius limonius
Cortinarius limonius (Elias Magnus Fries, 1821 ex Elias Magnus Fries, 1838) din încrengătura Basidiomycota, în familia Cortinariaceae și de genul Cortinarius, este o ciupercă otrăvitoare răspândită cu consecință posibil mortală, fiind un simbiont micoriza (formează micorize pe rădăcinile arborilor). Un nume popular nu este cunoscut. În România, Basarabia și Bucovina de Nord trăiește de la câmpie la munte pe sol sărac și acru, în grupuri mai mari sau mai mici, în păduri de conifere umede sub molizi și pini de pădure, unde pământul este acoperit de mușchiul de turbă Sphagnum, dar se dezvoltă de asemenea cu mare drag printre afine. Timpul apariției este din iunie până în noiembrie.

## Taxonomie

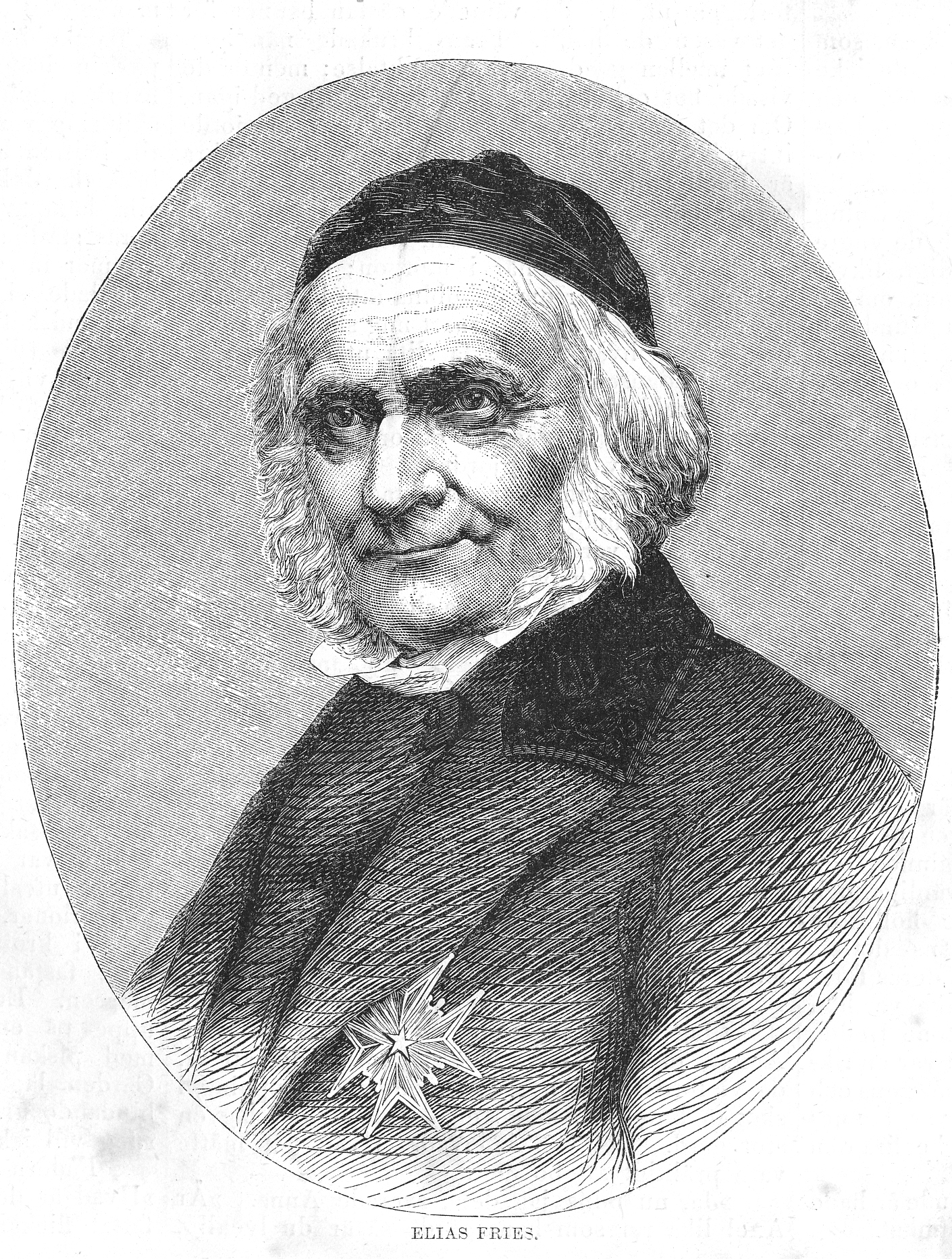
Elias Fries

Numele binomial a fost determinat drept Agaricus limonius de renumitul savant suedez Elias Magnus Fries în volumul 1 al trilogiei sale Systema Mycologicum din anul 1821 și transferat de el însuși la genul Cortinarius sub păstrarea epitetului în lucrarea sa Epicrisis systematis mycologici, seu synopsis hymenomycetum din 1838, fiind numele curent valabil (2021).
Toate celelalte încercări de redenumire precum forma descrisă (vezi infocaseta) sunt acceptate drept sinonime.
Mai trebuie menționat că specia Cortinarius callisteus este văzută de Checklist of the British & Irish Basidiomycota din 2005 doar sinonim al buretelui descris aici, asta în urma descrierii a micologilor englezi Richard William George Dennis, Peter Darbishire Orton și Frederick Bayard Hora din 1960.
Epitetul specific se trage din cuvântul arabic (arabă ليمون, DIN 31635=laimūn, adică lămâie), respectiv cel neogrec (greacă λεμόνι=lămâie), datorită aspectului în tinerețe, la umezeală și la uscare.

## Descriere

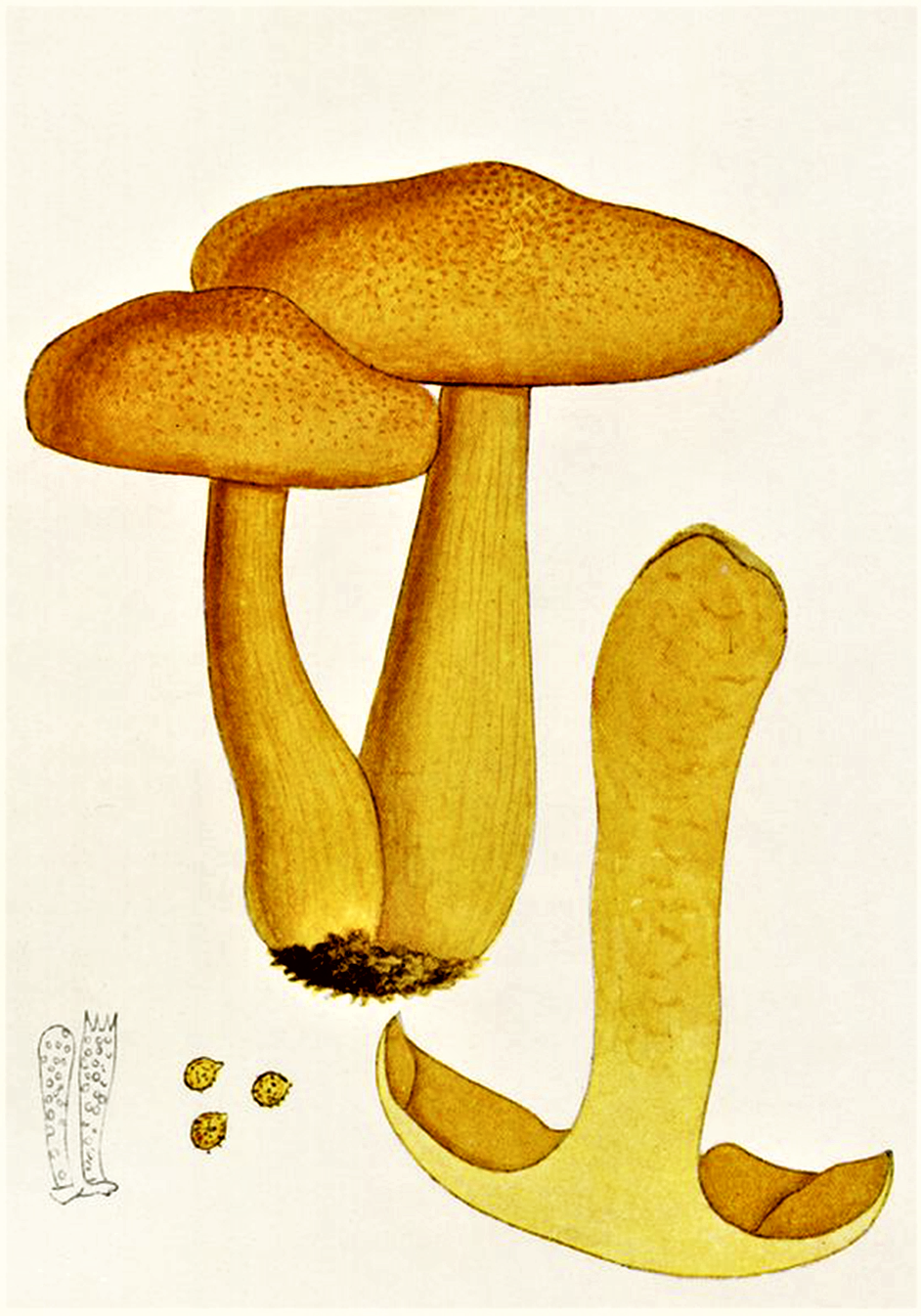
Bres.: Cortinarius callisteus

- Pălăria: fermă, puțin fibroasă și higrofană (singura din subspecia Leprocybe) cu un diametru de 3-8 cm este la început emisferică, repede conică cu marginea răsucită spre interior, devenind în cursul maturizării din ce în ce mai aplatizată și ondulată, dar fără cocoașă directă. Cuticula este uscată, mată și uneori ceva aspră. Coloritul, inițial sau umed galben-portocaliu, devine apoi brun-roșiatic până ruginiu, uscând galben ca leul sau galben de lămâie.
- Lamelele: sunt destul de groase și distanțate, bulboase, intercalate și bifurcate, fiind atașate preponderent drept și scurt decurente cu un dinte la picior. Coloritul este inițial gălbui cu nuanțe portocalii, mai târziu brun-gălbui până ruginiu, muchiile fiind mai deschise. În tinerețe sunt acoperite de o cortină deasă și galbenă, rest al vălului parțial.
- Piciorul: în relație cu pălăria lung și înrădăcinând adânc, solid cu o lungime de 5-10 (15) cm și o grosime de 1-2 cm este mai mult sau mai puțin cilindric, fiind plin pe dinăuntru. Coloritul pe fundal gălbui până galben ca lămâia este presărat de solzișori sau striații verticale brun-aurii până brun-portocalii. Nu poartă un inel veritabil, dar prezintă ocazional o bandă subțire maronie, rest al vălului parțial.
- Carnea: fermă și ușor fibroasă, gălbuie până galben-portocalie, la bază de un galben închis, nu se decolorează după tăiere. Mirosul în tinerețe imperceptibil, apoi puțin fructuos precum gustul blând și plăcut invită la consum.[3][4]

Nu încercați-o niciodată, deoarece ingredientele sunt foarte dăunătoare!
- Caracteristici microscopice: are spori gălbui, lat elipsoidali până ovoidali, cu pereți destul de groși și un apicol, presarăți cu negi mici, măsurând 7-9 x 5,5-7 microni. Pulberea lor este ruginie. Basidiile clavate cu 4 sterigme fiecare au o dimensiune de 30-35 x 8-10 microni. Cistidele (elemente sterile situate în stratul himenal sau printre celulele din pielița pălăriei și a piciorului, probabil cu rol de excreție) de mărime asemănătoare au forma de măciucă cu vârfuri rotunjite. Pileocistidele (elemente sterile de pe suprafața pălăriei) prezintă hife cu pigmenți încrustați.[11]
- Reacții chimice: pălăria de decolorează cu hidroxid de potasiu sângeriu.[12]

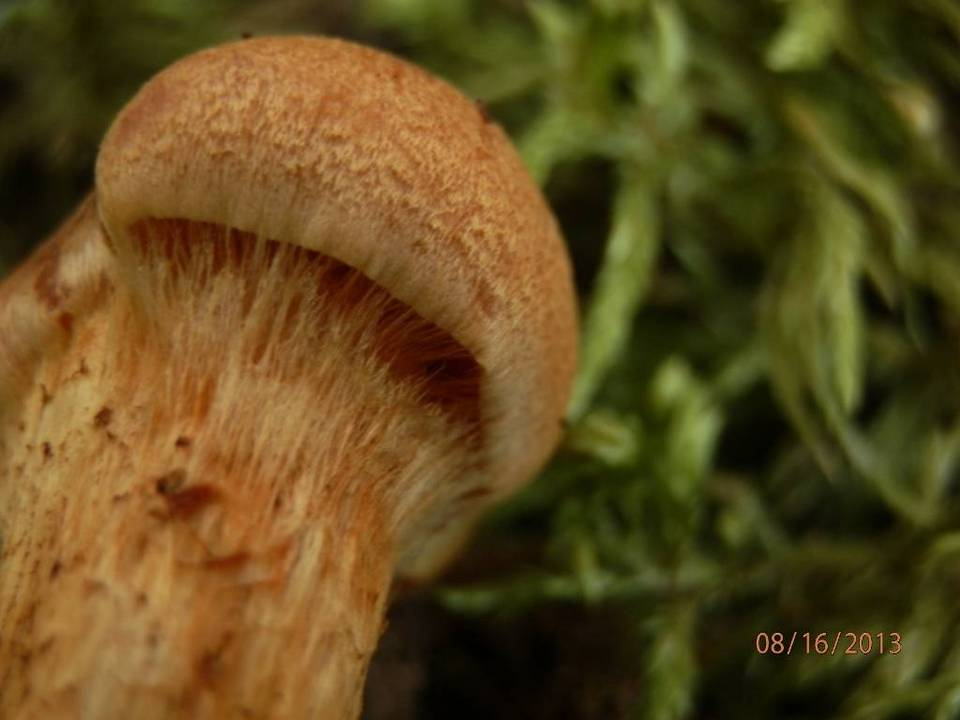
C. limonius foarte tânăr
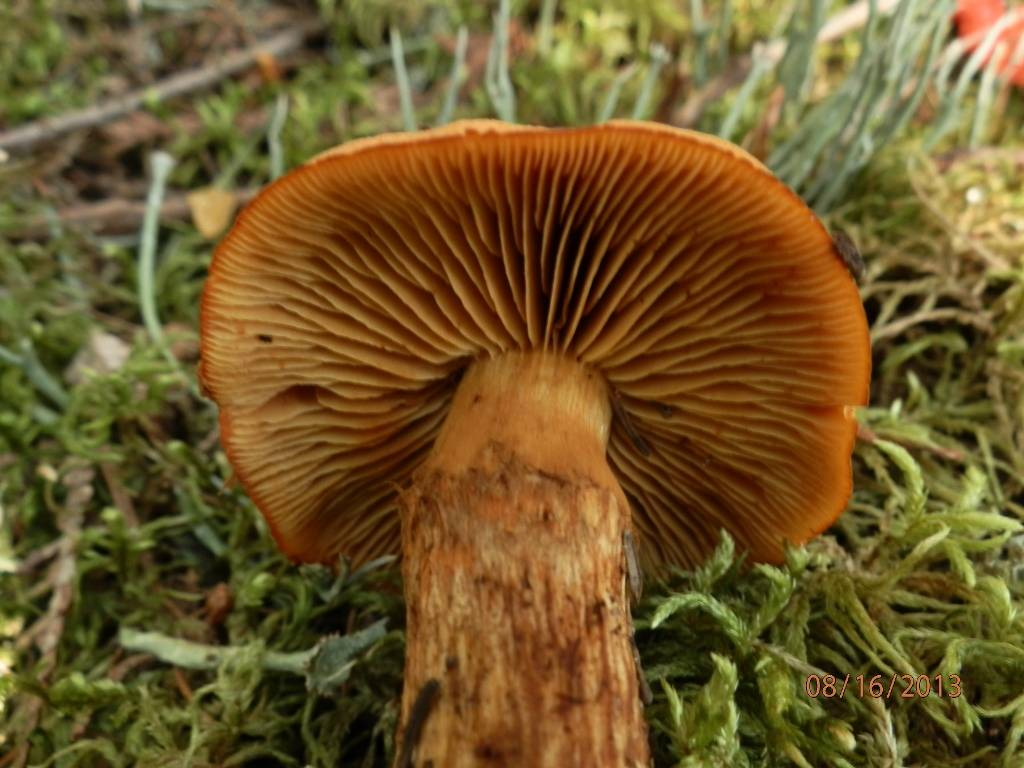
C. limonius mai bătrân: lamele și picior
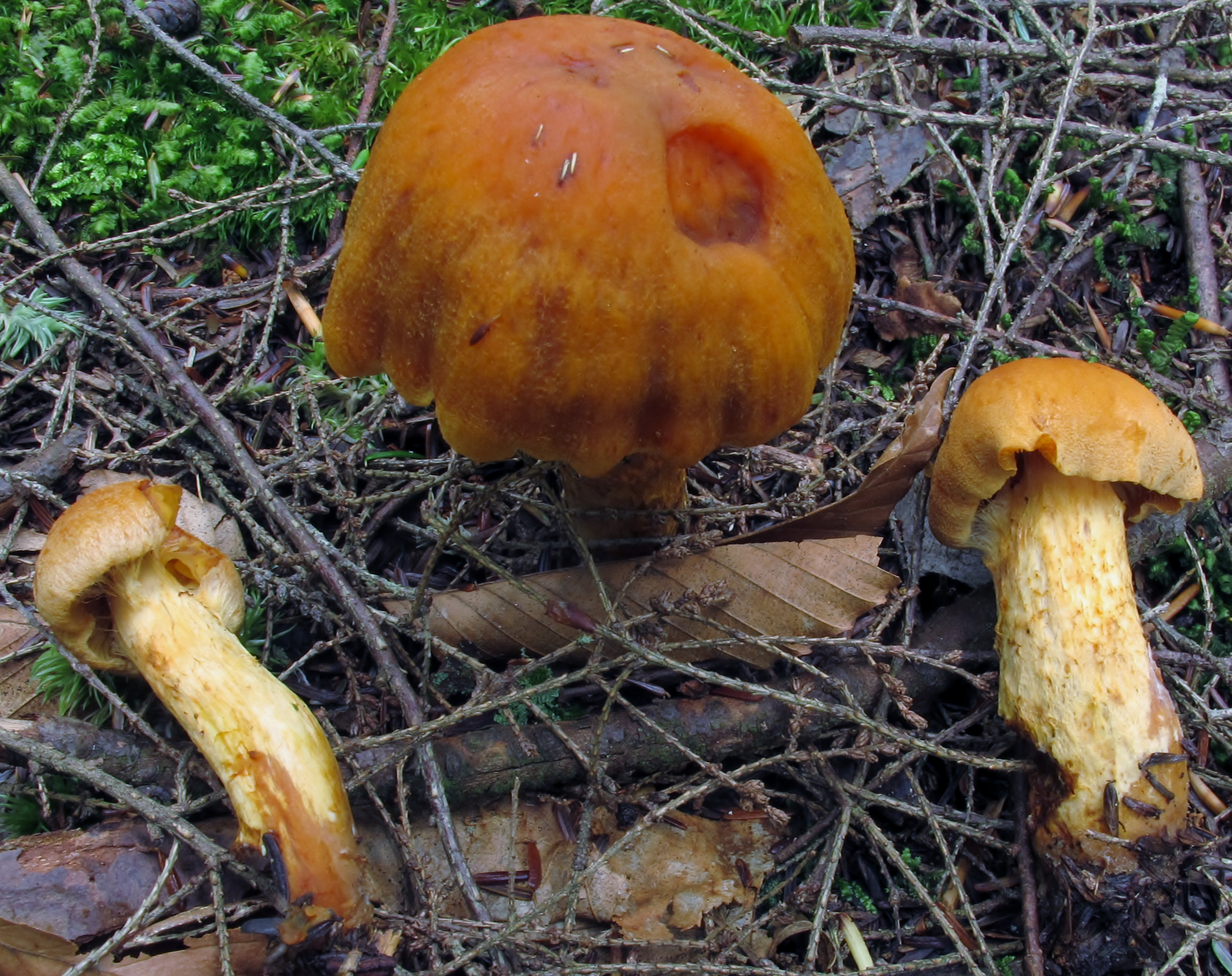
C. limonius tineri și matur
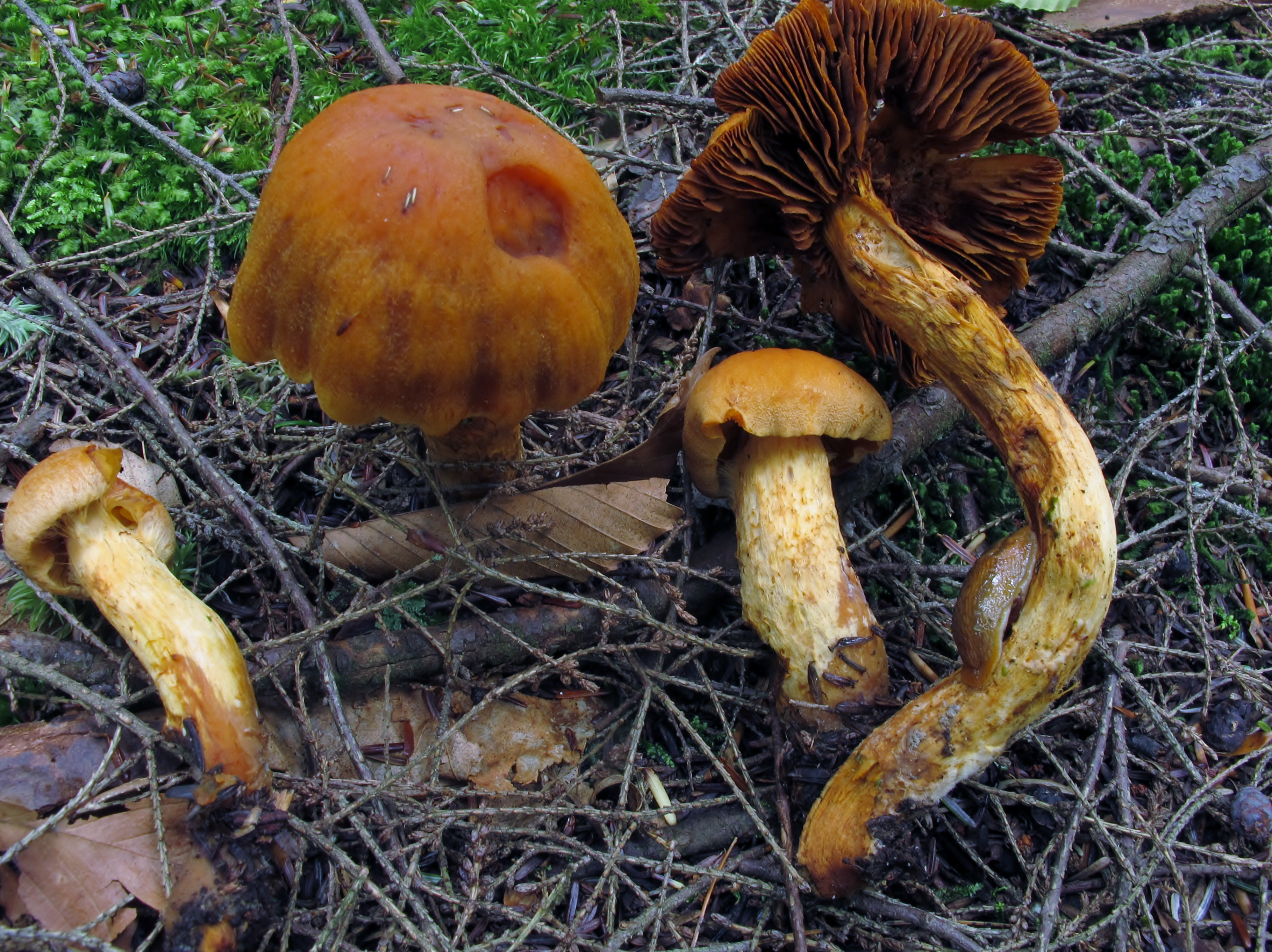
C. limonius stadii de evoluție

## Confuzii
Familia Cortinariaceae este o familie foarte largă de ciuperci cu o aparență tare diferită. Cele mai multe confuzii cu ciuperci comestibile se întâmpla atunci când buretele este încă tânăr. Aici sunt arătate doar sorți cu caracter asemănător, între ele letale, otrăvitoare, comestibile sau necomestibile. Cine nu se pricepe, trebuie să evite neapărat culesul și consumul acestei specii. Exemple: Cortinarius armillatus (comestibil), Cortinarius balaustinus (comestibil), Cortinarius bivelus (necomestibil), Cortinarius bolaris (otrăvitor), Cortinarius callisteus (otrăvitor), Cortinarius caninus (comestibil),  Cortinarius cinnabarinus (otrăvitor), Cortinarius cinnamomeus (suspect), Cortinarius corrugatus (suspect), Cortinarius croceus (otrăvitor), Cortinarius cotoneus (otrăvitor), Cortinarius fluminoides (comestibil), Cortinarius gentilis (otrăvitor), Cortinarius hinnuleus (necomestibil), Cortinarius infractus (necomestibil, amar), Cortinarius laniger (necomestibil), Cortinarius malicorius (otrăvitor), Cortinarius psittacinus (suspect) + imagini, Cortinarius orellanus (letal), Cortinarius rubellus (letal) Cortinarius rubicundulus (otrăvitor), Cortinarius sanguineus (otrăvitor), Cortinarius semisanguineus (otrăvitor), Cortinarius subferrugineus (necomestibil), Cortinarius subtortus (necomestibil), Cortinarius talus (comestibil), Cortinarius uliginosus (otrăvitor), Cortinarius uraceus (necomestibil), Cortinarius venetus (otrăvitor) sau Cortinarius xantho-ochraceus (otrăvitor).

## Specii asemănătoare în imagini

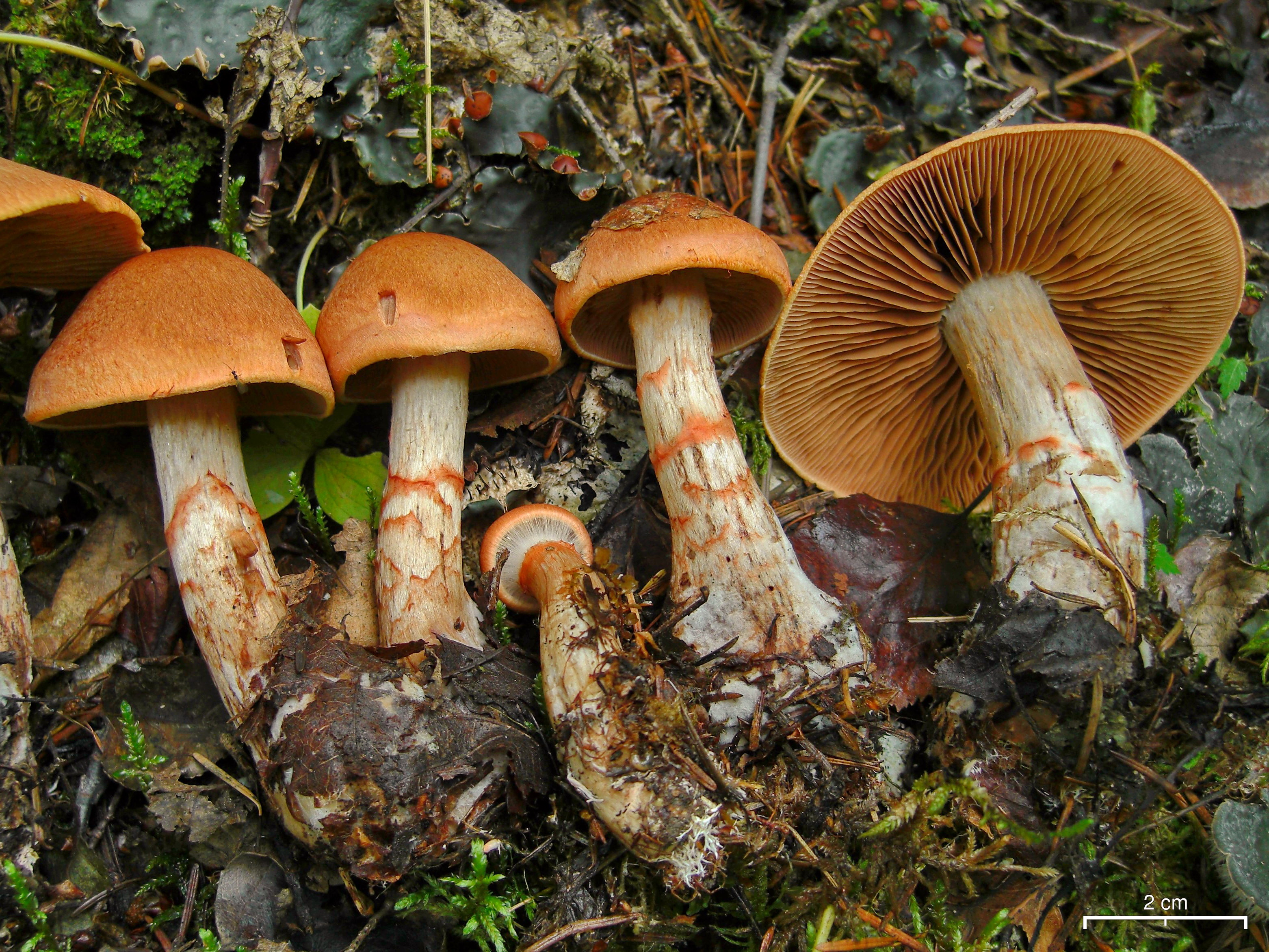
Cortinarius armillatus
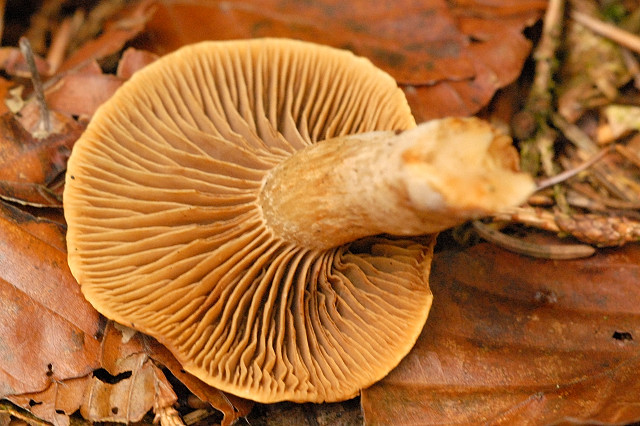
Cortinarius balaustinus
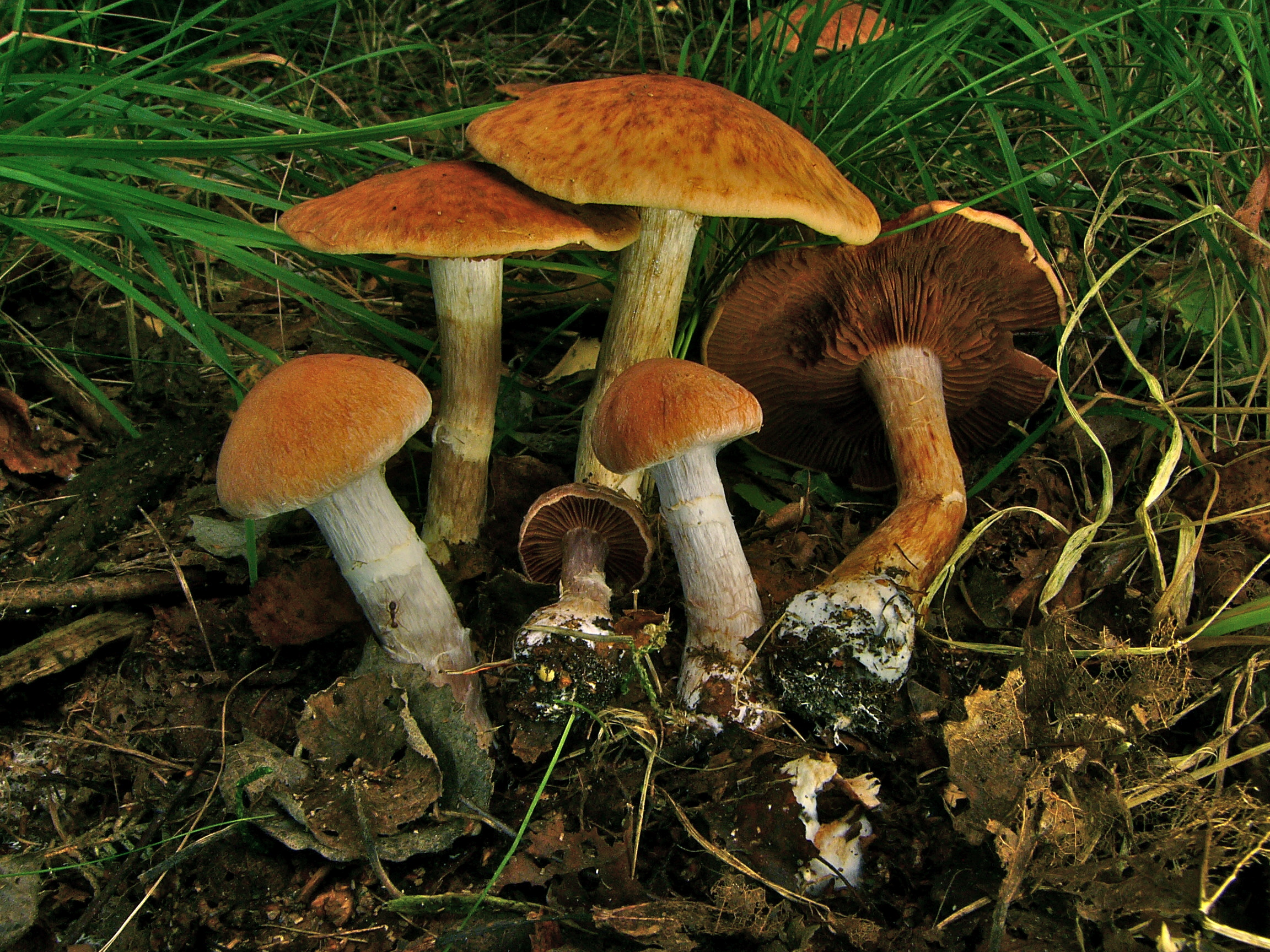
!Cortinarius bivelus!
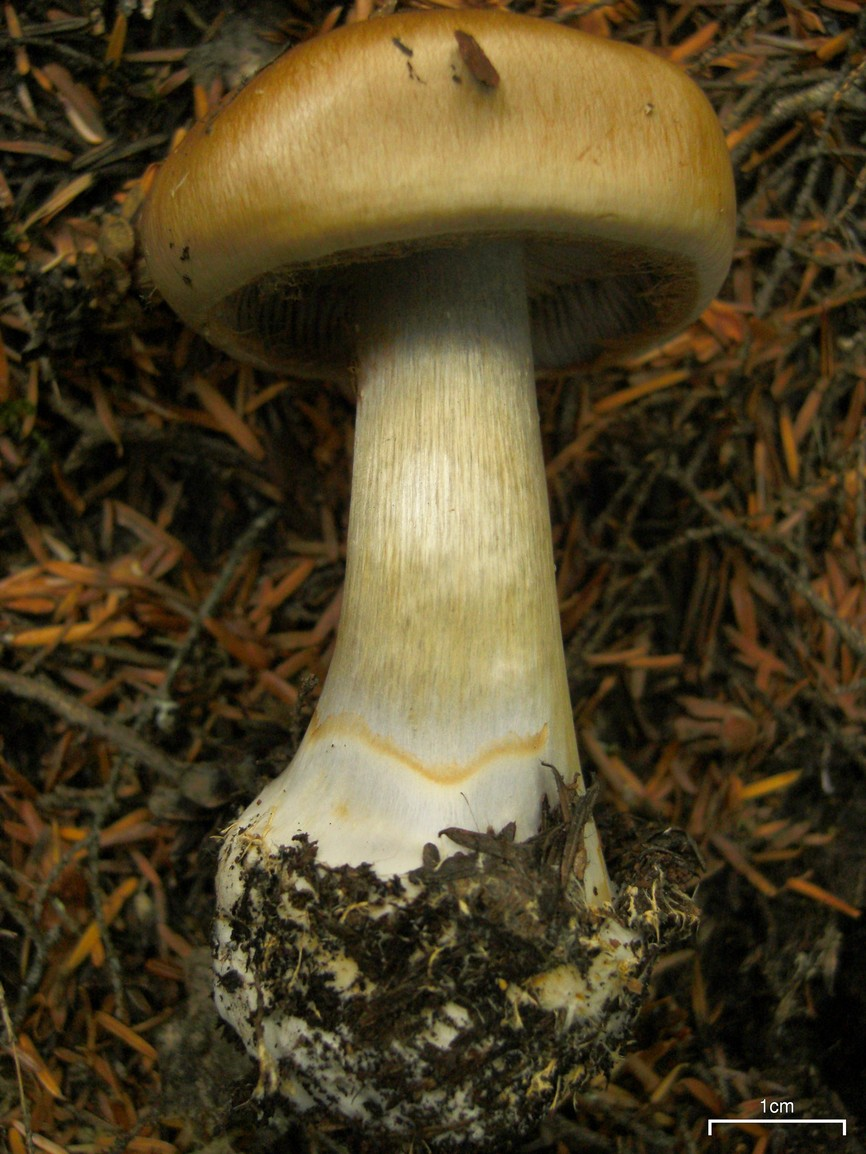
Cortinarius caninus
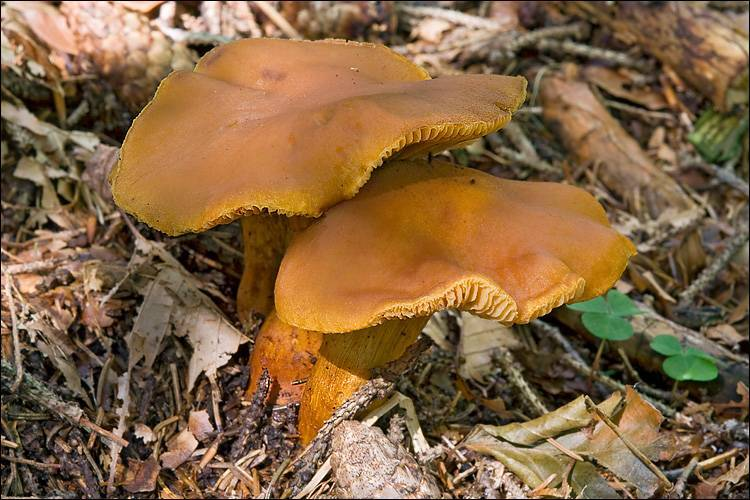
!!Cortinarius callisteus!!

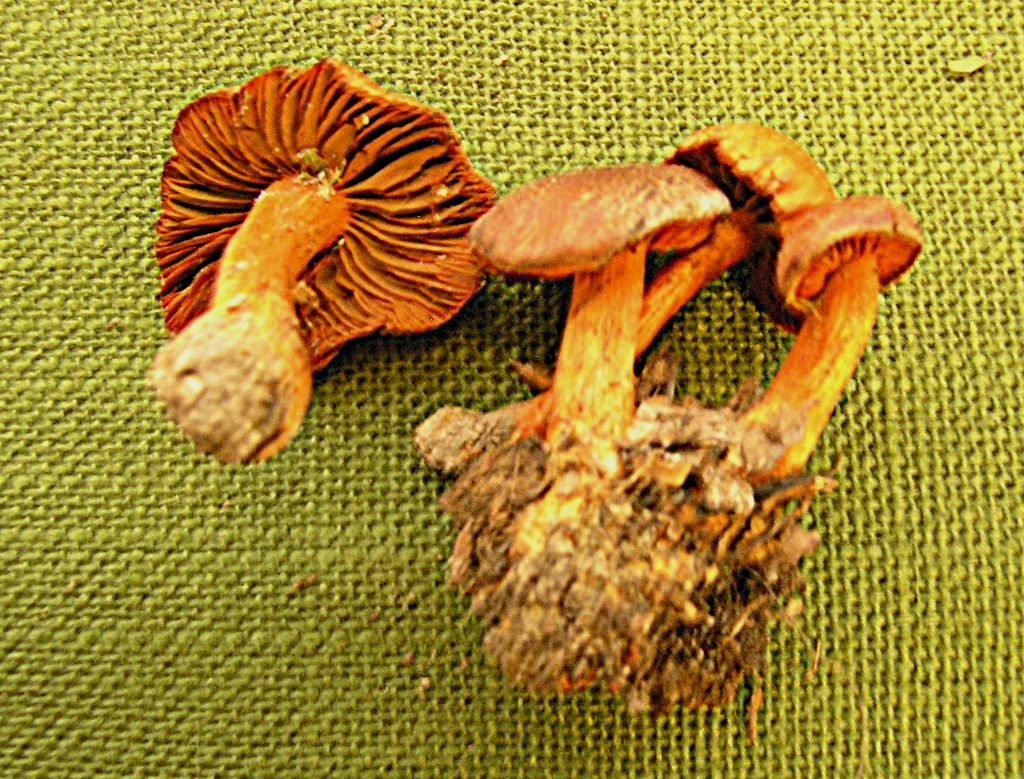
!!Cortinarius cinnabarinus!!
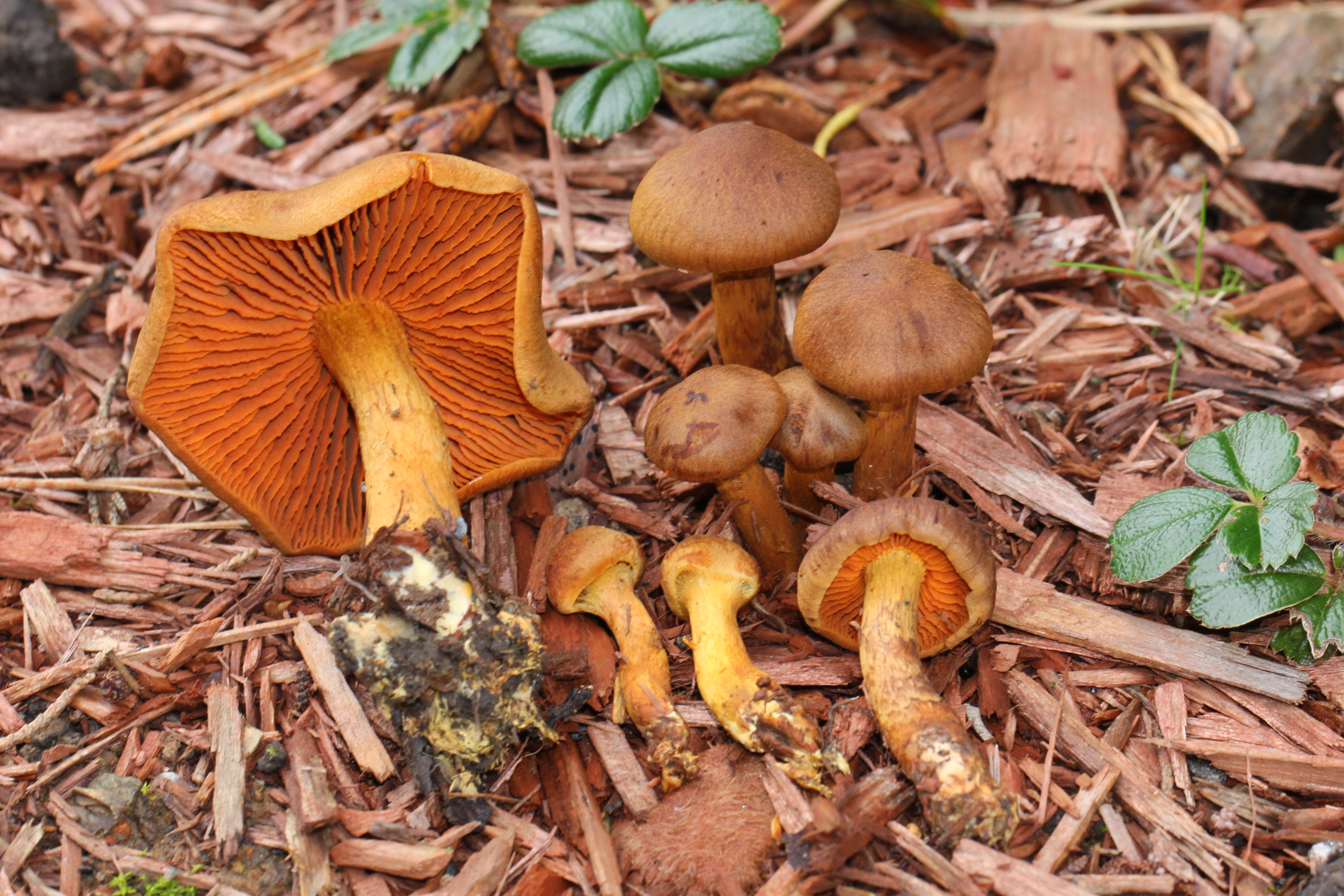
!!Cortinarius cinnamomeus!!
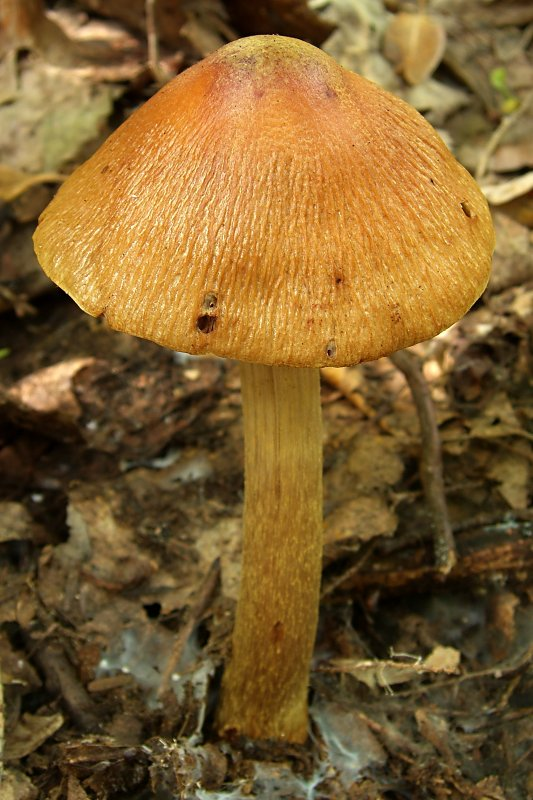
!!Cortinarius corrugatus!!
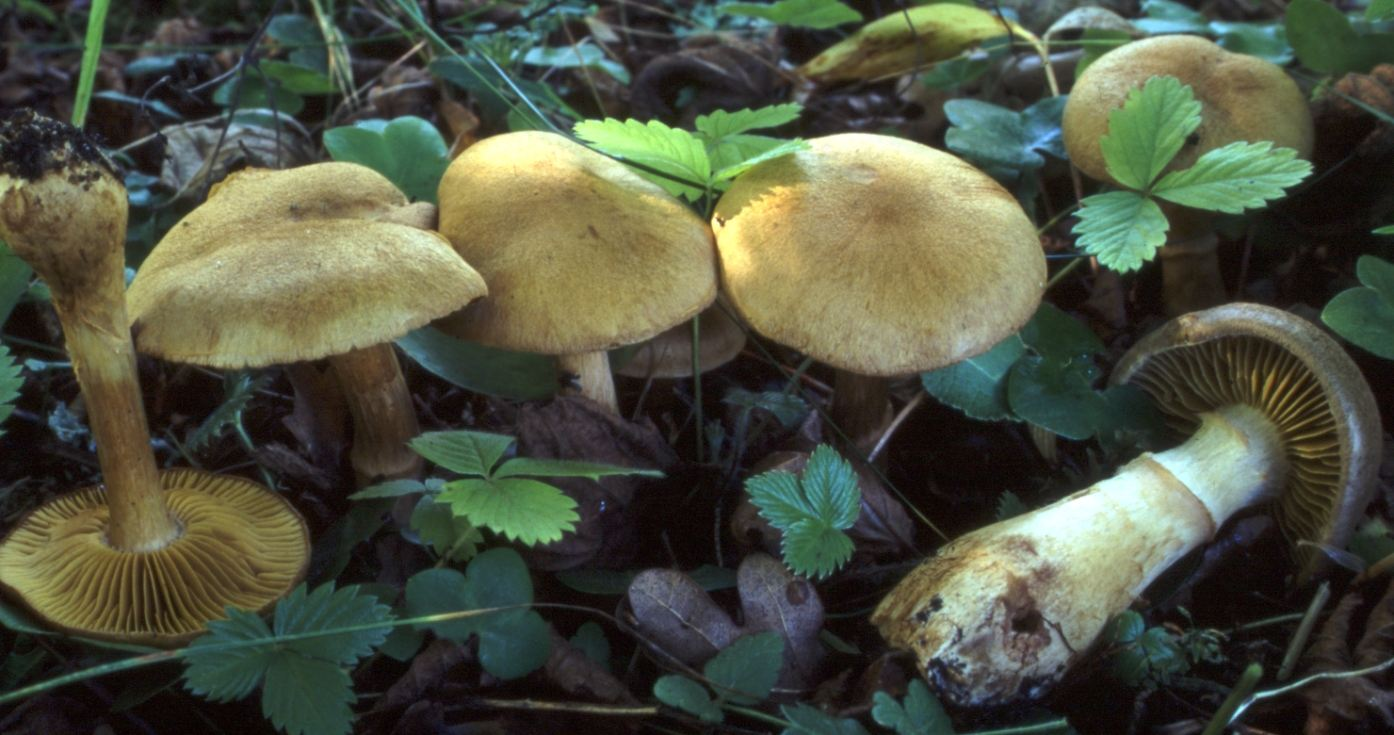
!!Cortinarius cotoneus!!
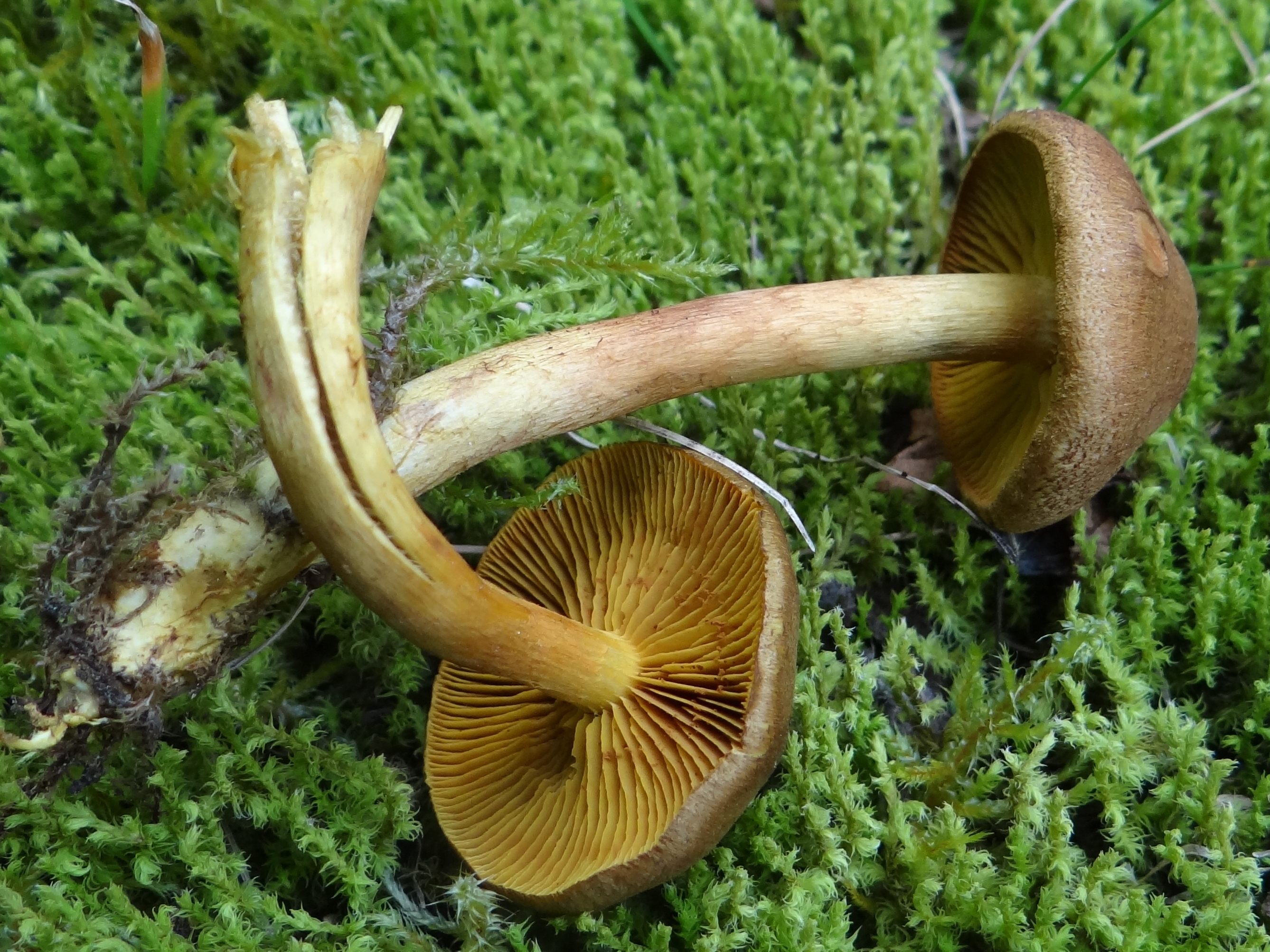
!!Cortinarius croceus!!

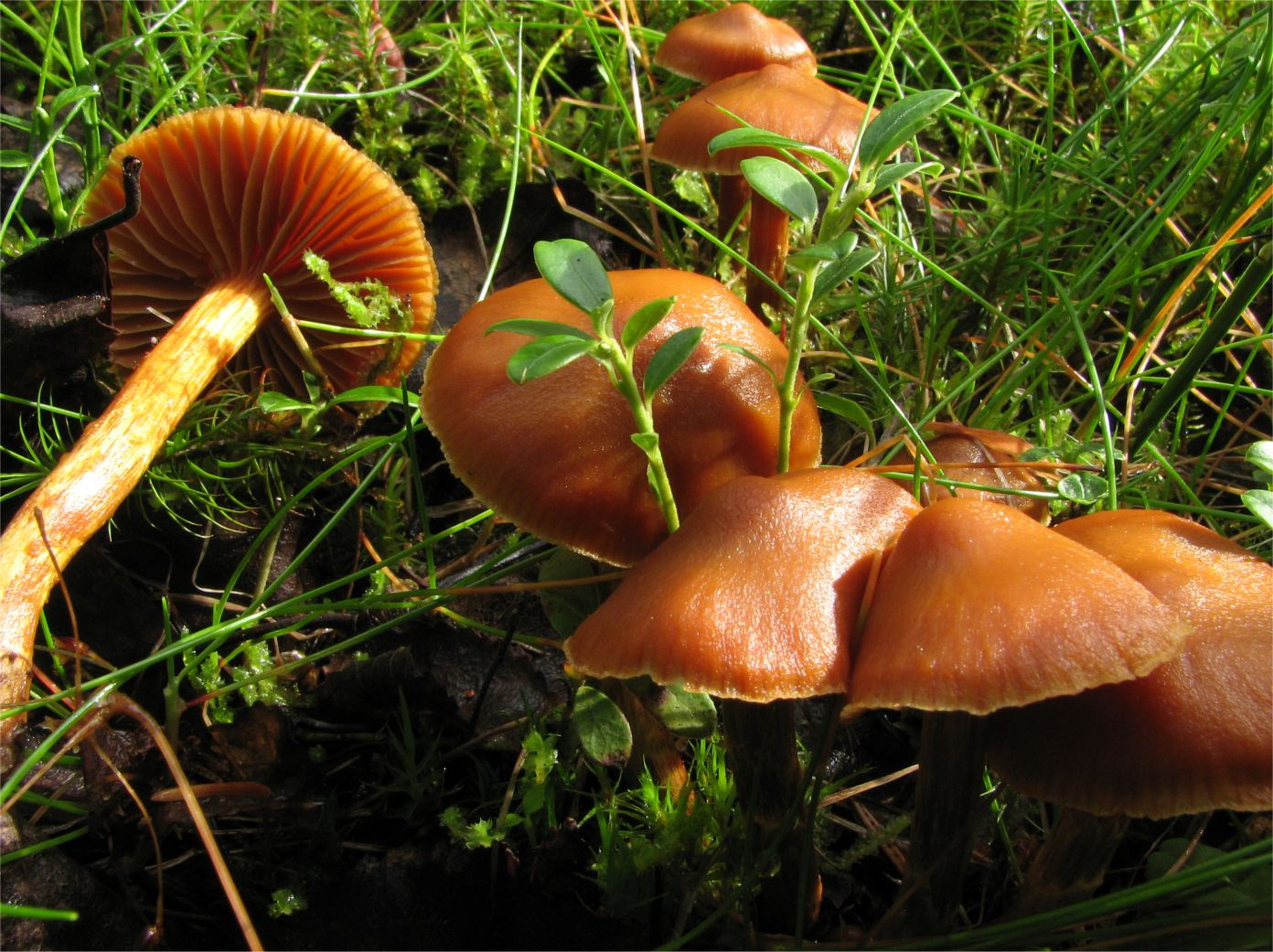
!!Cortinarius gentilis!!
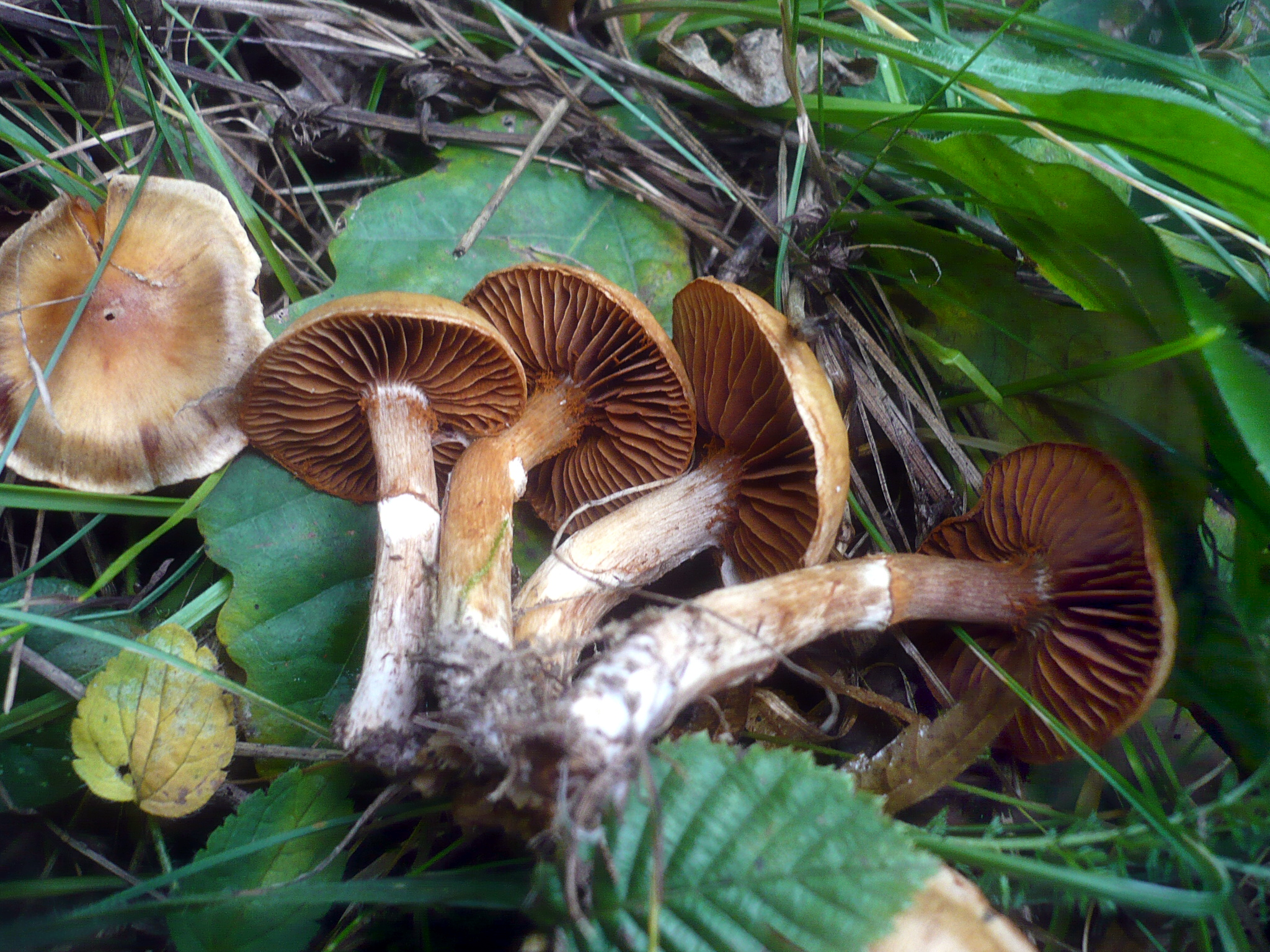
!Cortinarius hinnuleus!
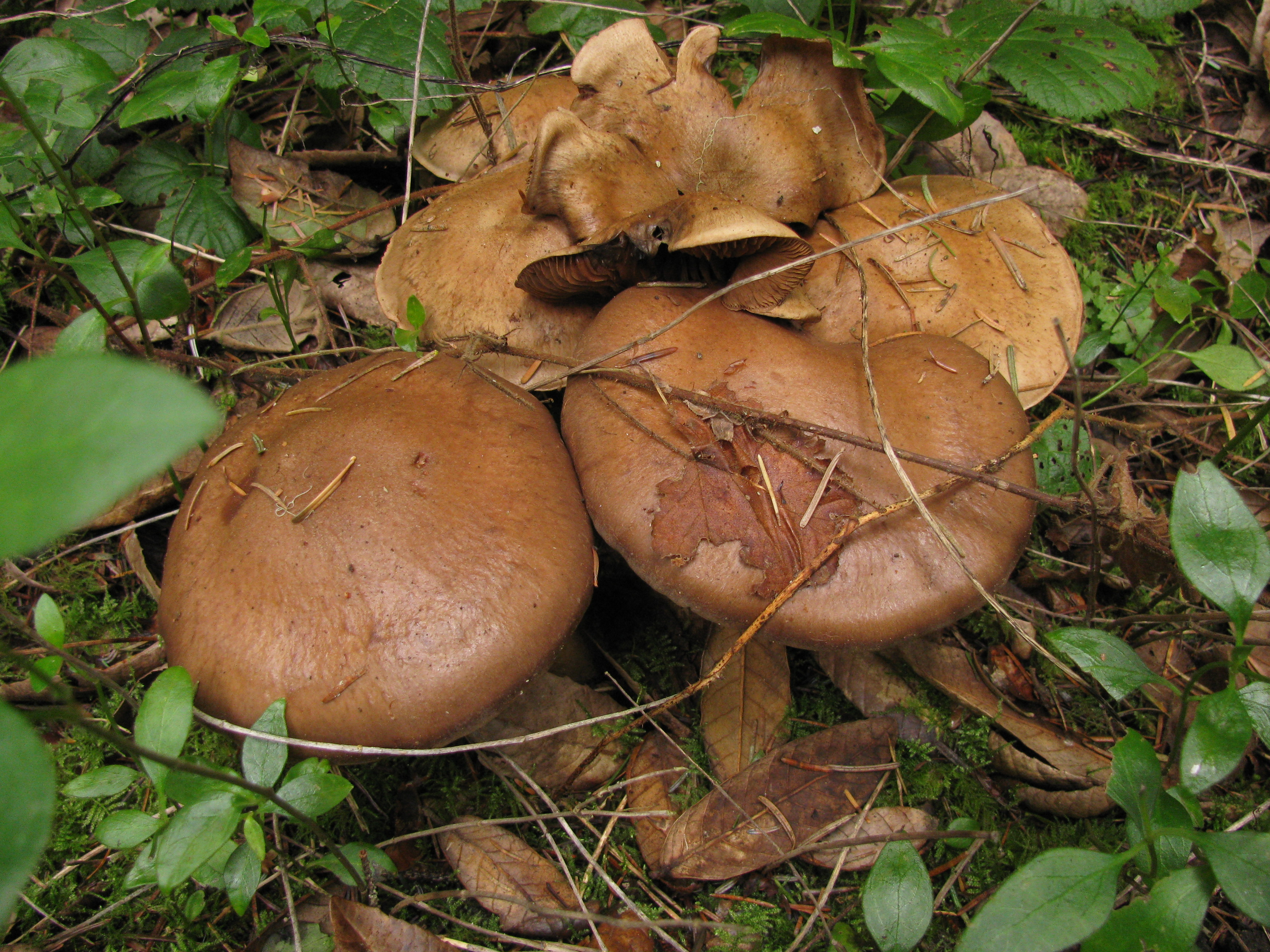
!!Cortinarius infractus!!
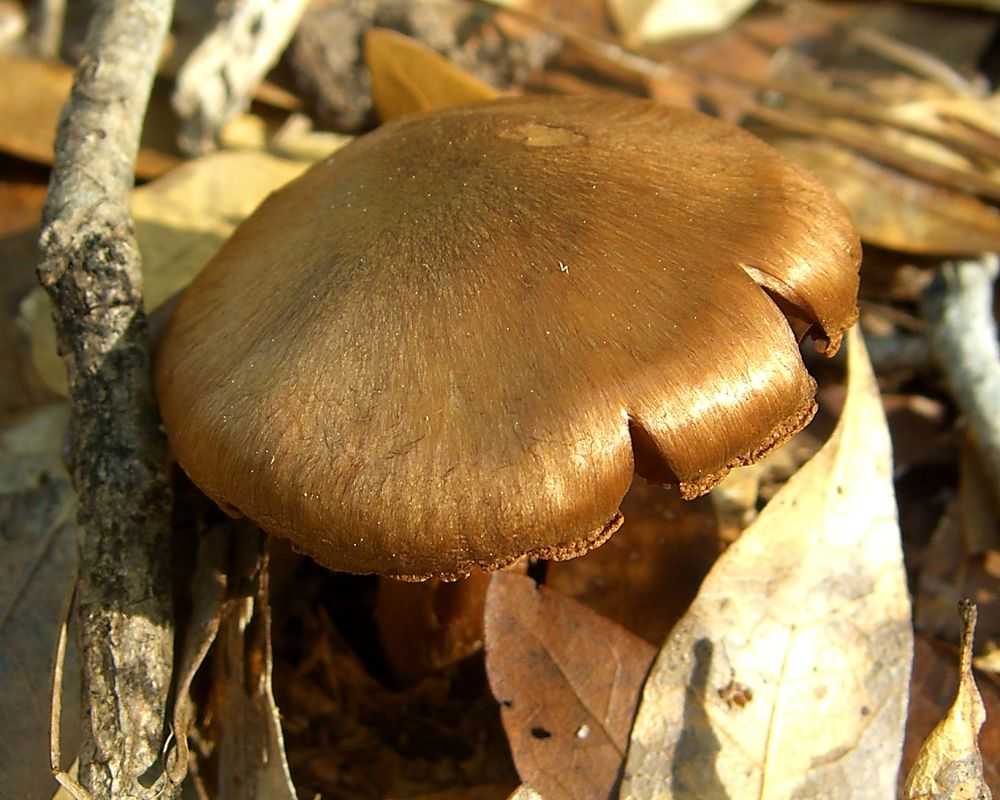
!Cortinarius laniger!
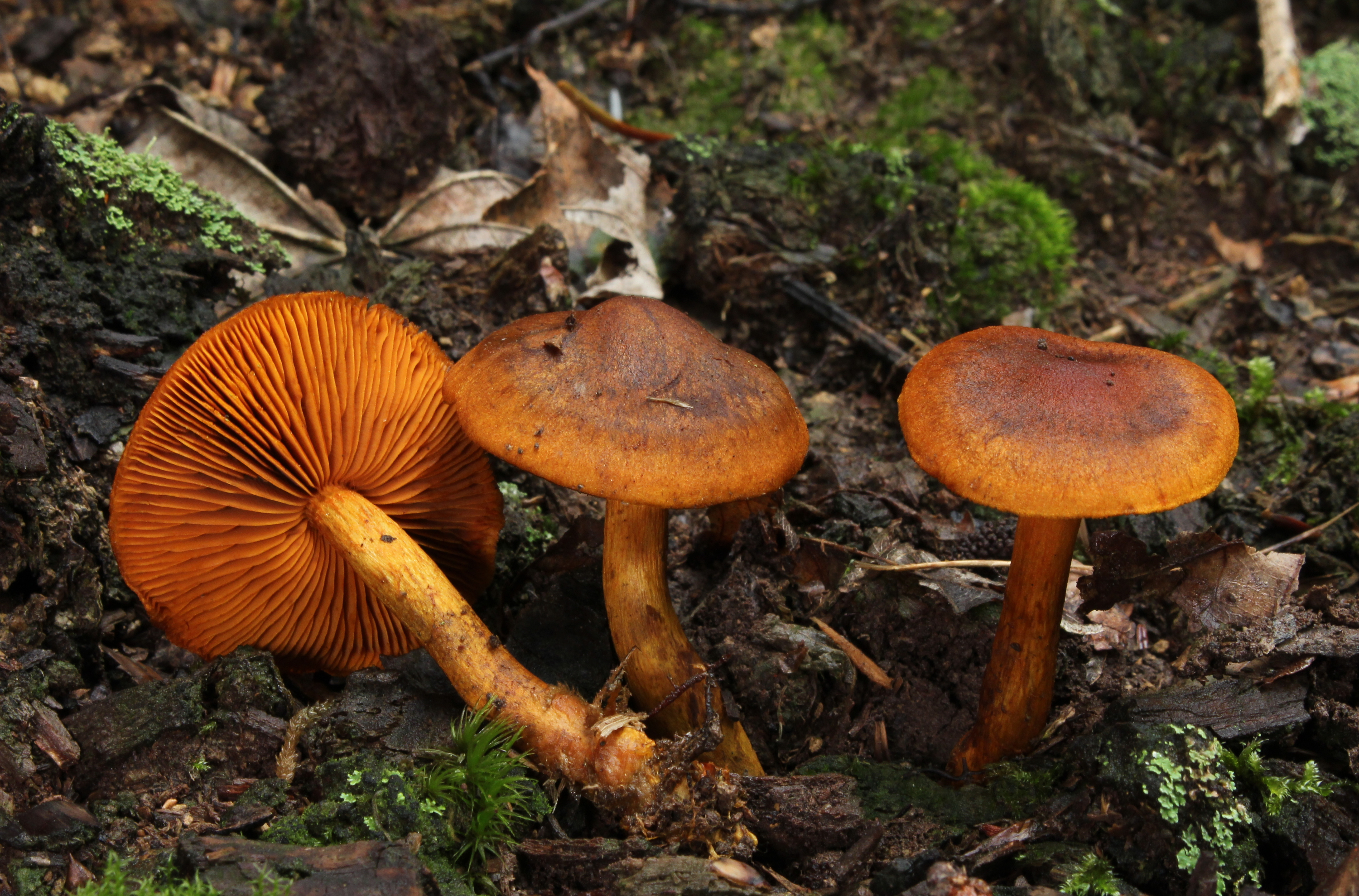
!!Cortinarius malicorius!!

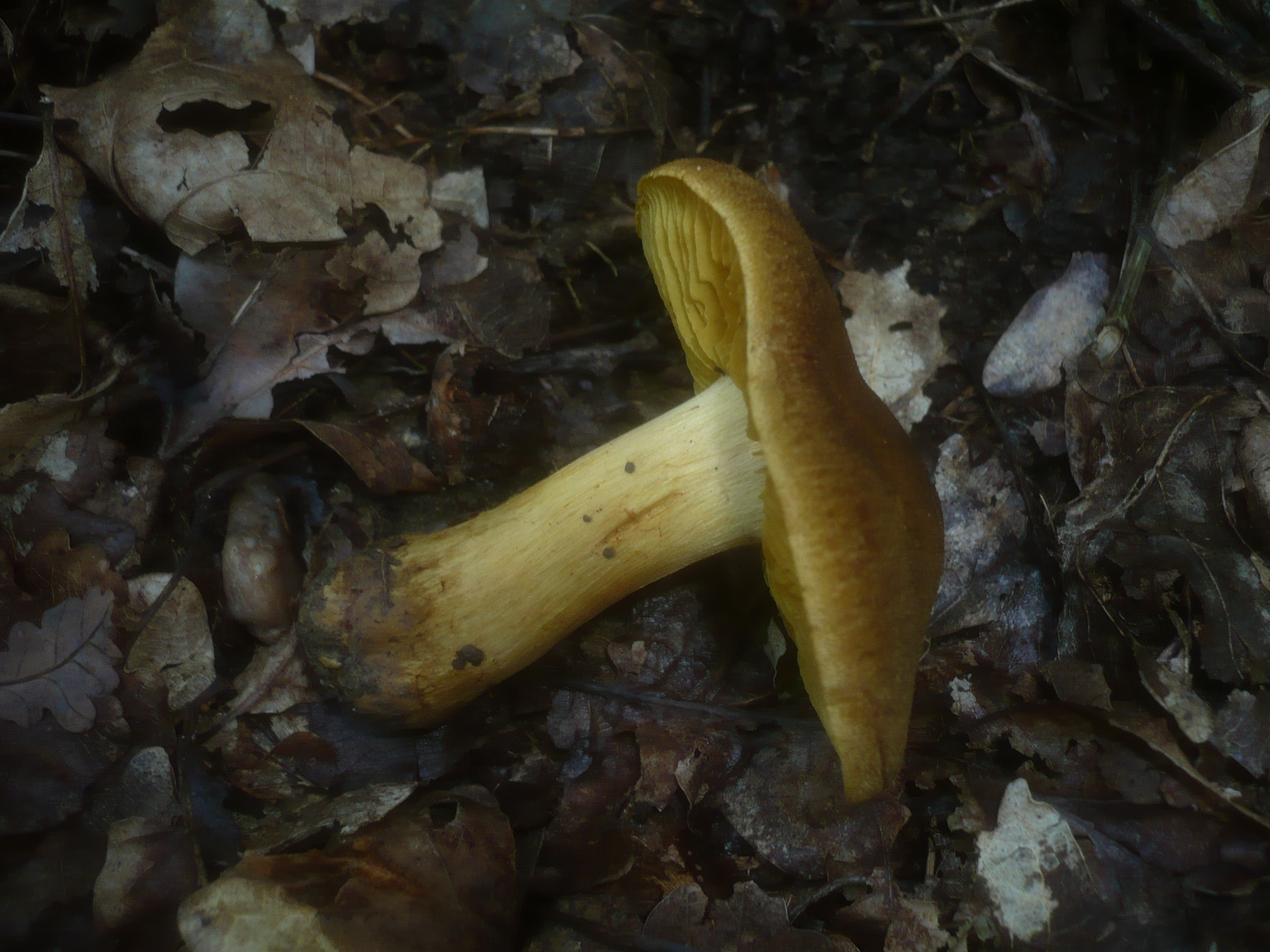
!!Cortinarius psittacinus!!
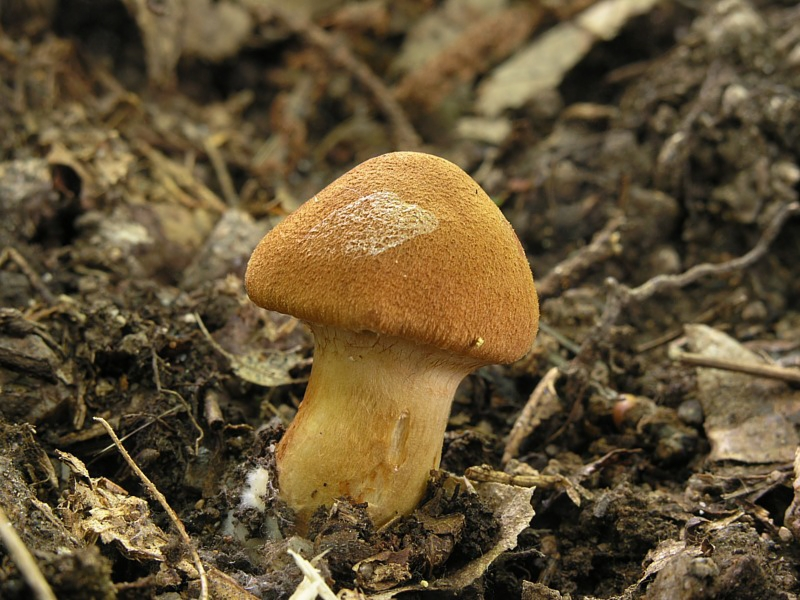
!!!Cortinarius orellanus!!!
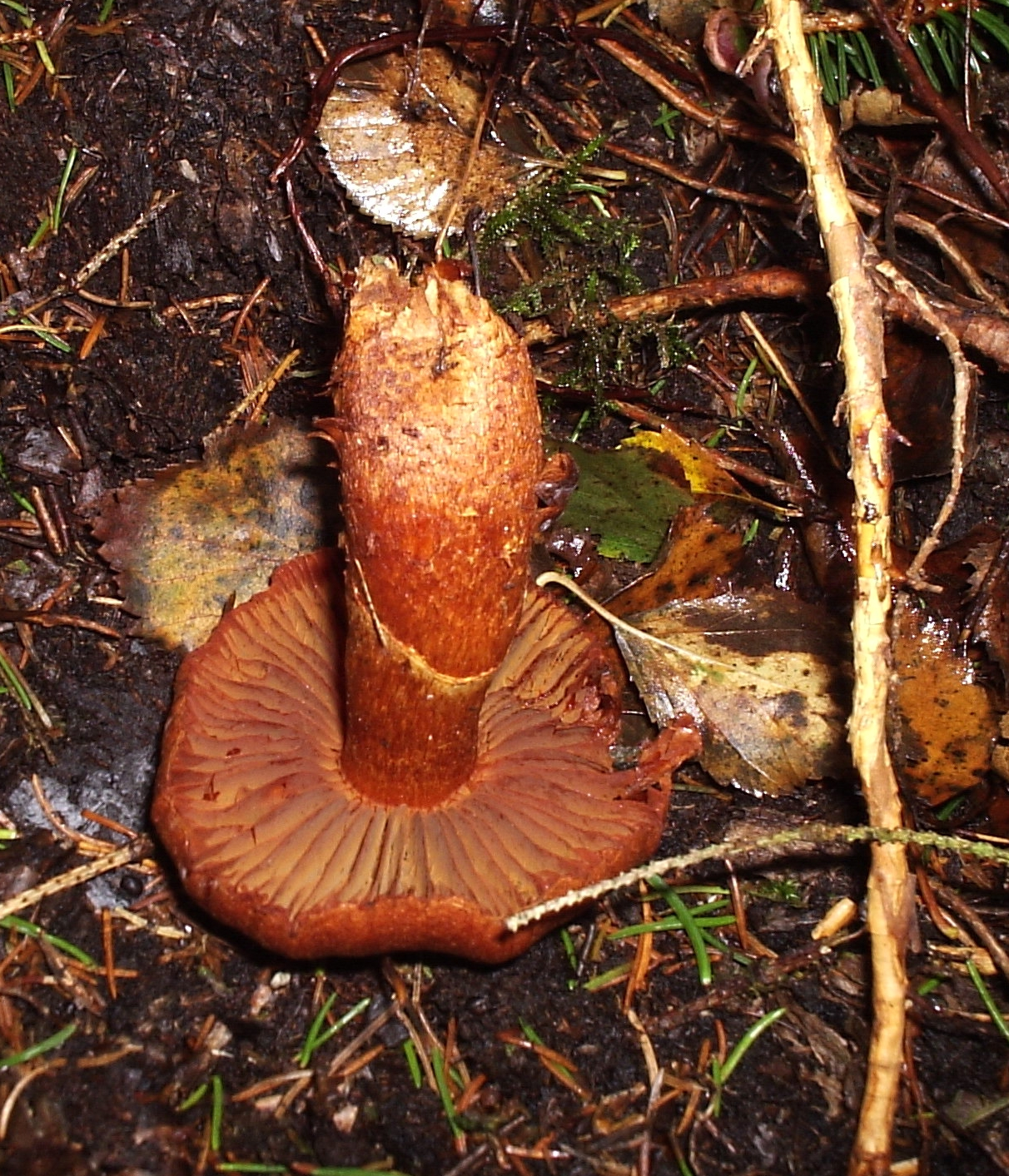
!!!Cortinarius rubellus!!!
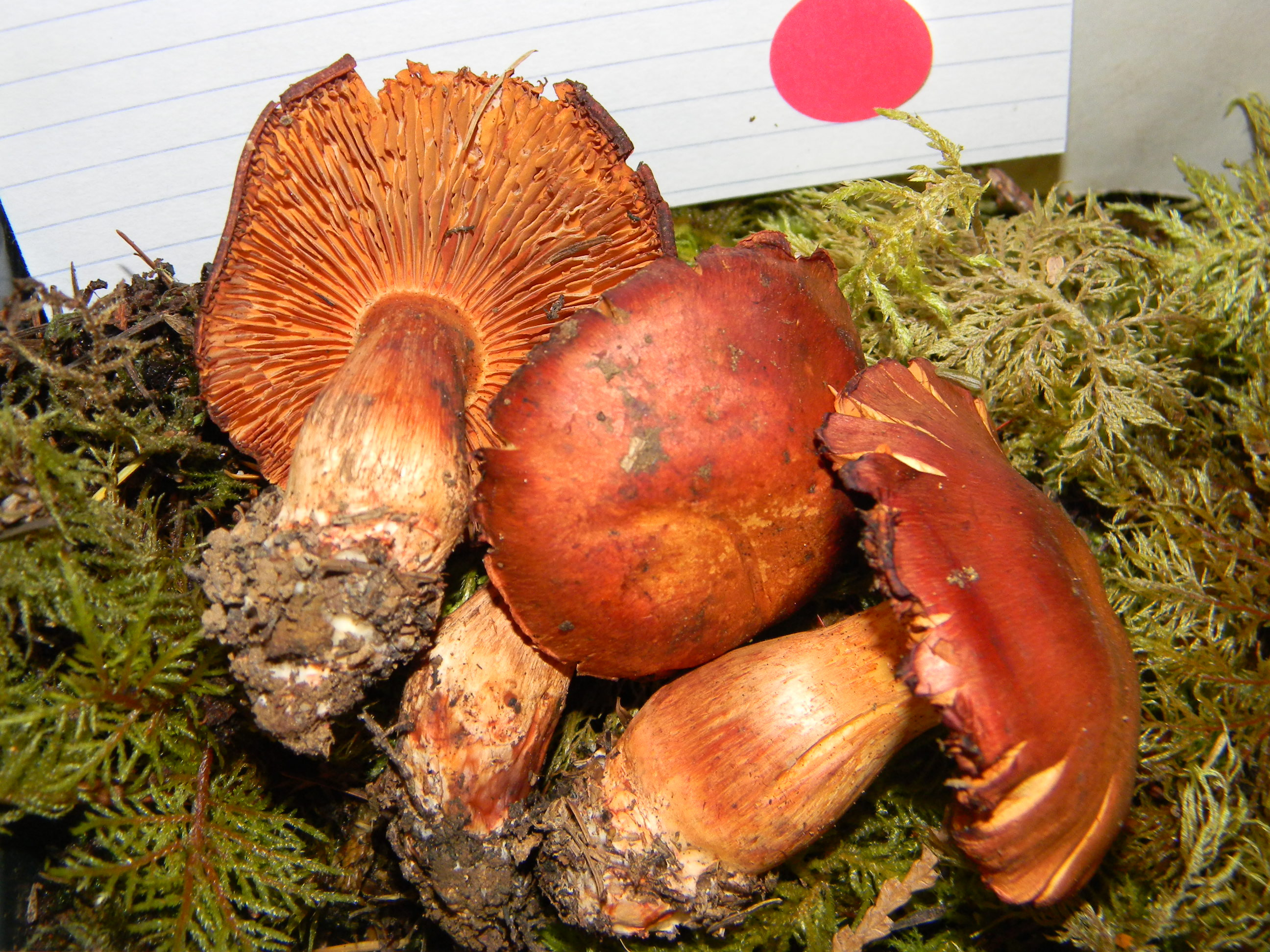
!!Cortinarius rubicundulus!!
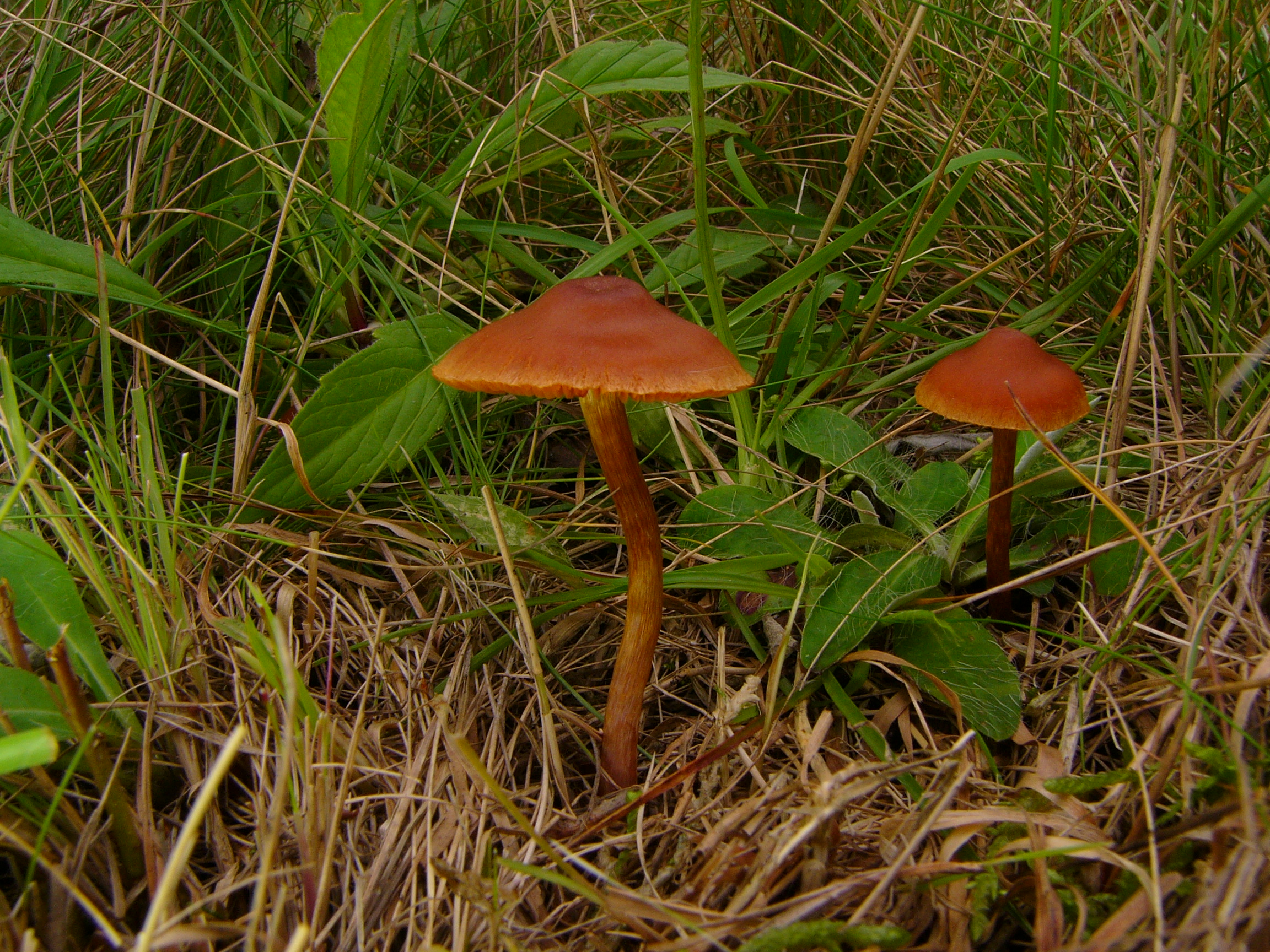
!!Cortinarius sanguineus!!

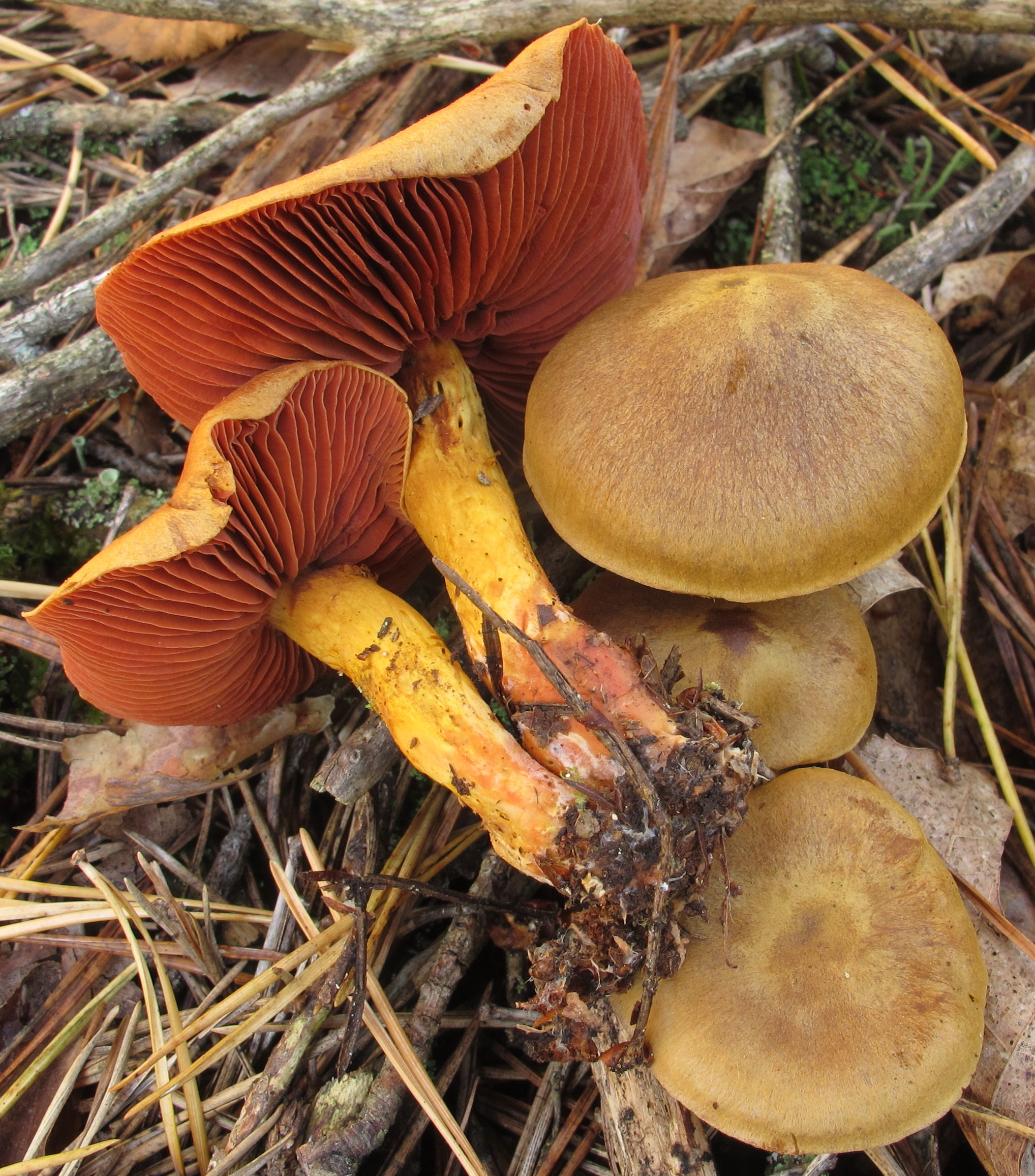
!!Cortinarius semisanguineus!!
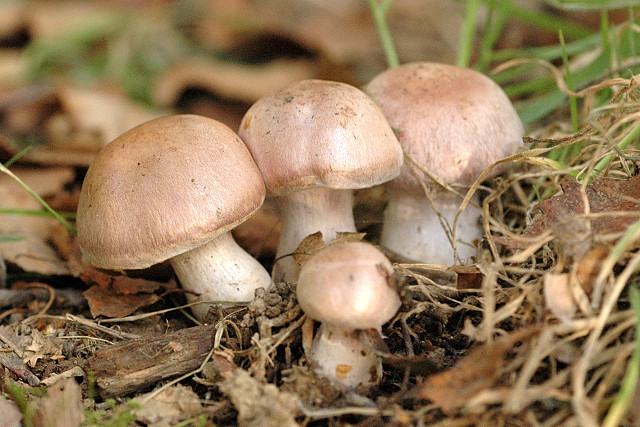
!Cortinarius subferrugineus!
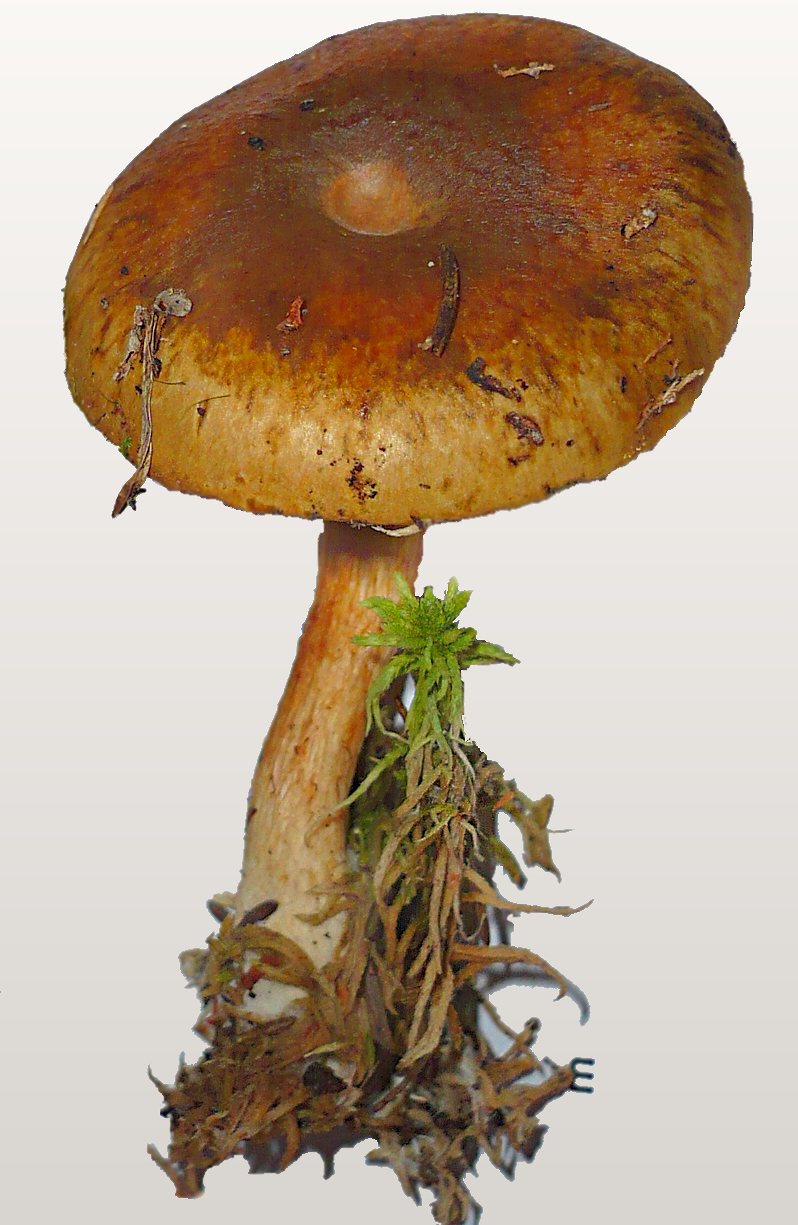
!!Cortinarius subtortus!!
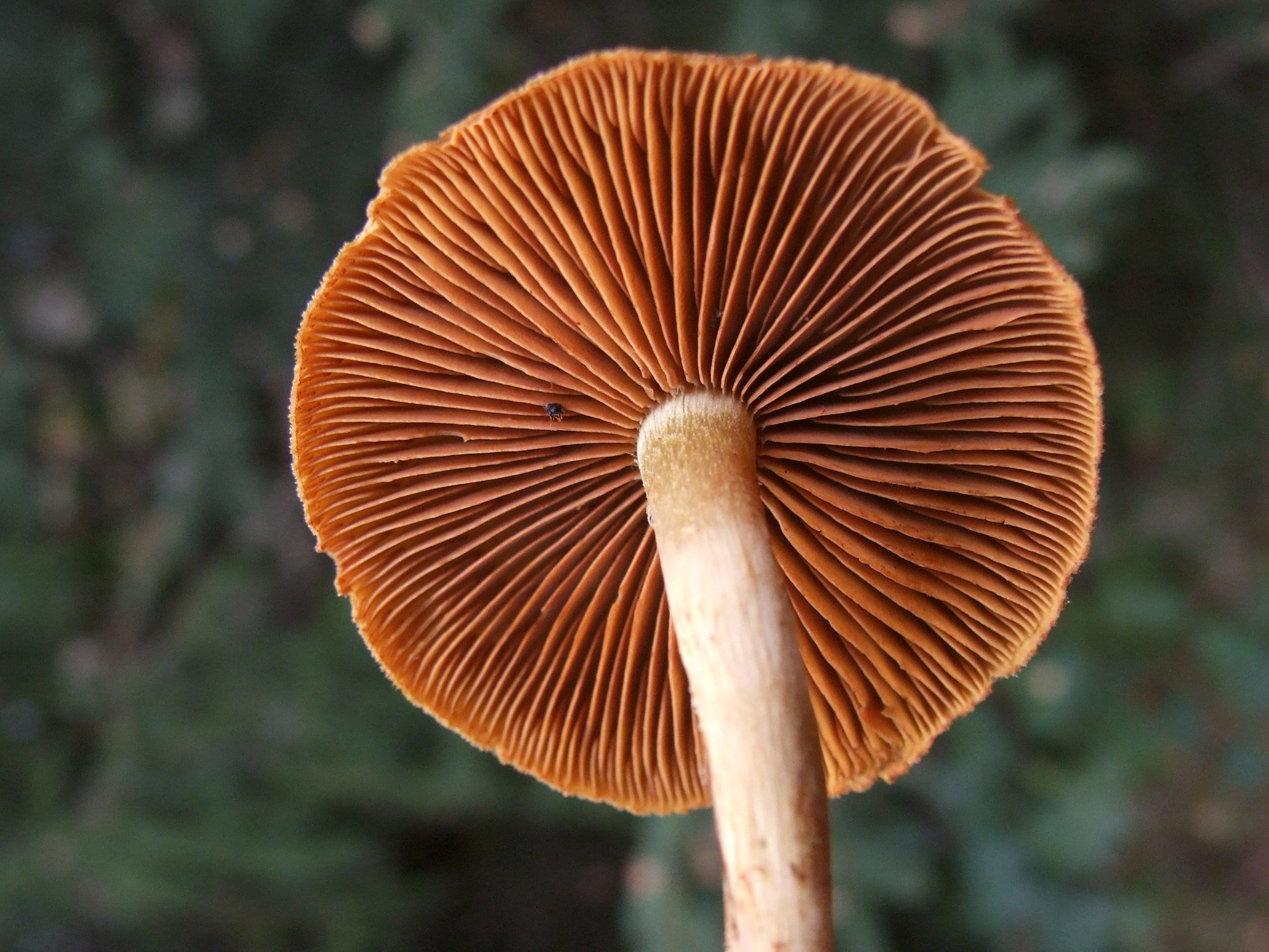
!!Cortinarius uliginosus!!
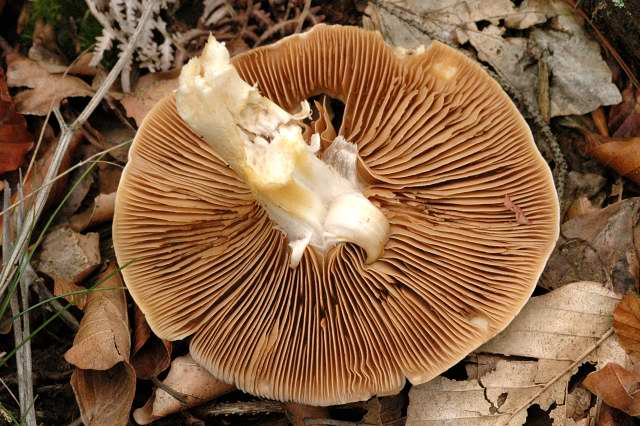
!!Cortinarius xantho-ochraceus!!

## Valorificare
Cortinarius limonius este ușor de confundat cu Cortinarius orellanus sau Cortinarius rubellus. Deși testul cu orelalină este negativ (dar ar putea fluctua în funcție de locație), are sens ca să fie clasificat drept otrăvitor mortal, tocmai din cauza riscului de confuzie și pentru că conține alte toxine periculoase pentru rinichi. Sunt cunoscute mai multe cazuri de intoxicații grave.